# Dicranomyia (Dicranomyia) lineicollis
Dicranomyia (Dicranomyia) lineicollis is een tweevleugelige uit de familie steltmuggen (Limoniidae). De soort komt voor in het Neotropisch gebied.